# Roberta De Monticelli
Roberta De Monticelli (Pavia, 2 aprile 1952) è una filosofa italiana.

## Biografia
Ha studiato alla Scuola normale superiore di Pisa e all'Università di Pisa, dove si è laureata nel 1976 con una tesi su Edmund Husserl. Si è specializzata alle Università di Bonn, Zurigo e alla Oxford University, dove è stata allieva di Michael Dummett e Raymond Klibansky (ricercatore del Warburg Institute).
La sua tesi di dottorato è stata su Gottlob Frege e Ludwig Wittgenstein. Ha insegnato filosofia del linguaggio all'Università di Pisa e alla Università degli Studi di Milano. Ha poi insegnato dal 1989 al 2004 Filosofia moderna e contemporanea all'Università di Ginevra, alla cattedra che fu di Jeanne Hersch, studiosa che ha contribuito a far conoscere in Italia con numerosi interventi in riviste, prefazioni, e con la curatela di un'antologia in francese.
A Ginevra ha anche fondato la scuola dottorale interfacoltà "La personne: philosophie, épistémologie, éthique", insieme a medici, teologi e filosofi dediti all'etica, unendo nella stessa ricerca etica e ontologia, fenomenologia e storia della medicina. È stata membro del "Comité pour les Rencontres Internationales de Genève" (1991-1999).
Nel 1989 il suo Il richiamo della persuasione. Lettere a Carlo Michelstaedter ha vinto il Premio Speciale della Giuria nell'ambito del Premio Rapallo Carige. 
Dal 2003 insegna Filosofia della persona all'Università Vita-Salute San Raffaele.
Dal 2009 è Direttrice di PERSONA (Research Centre in Phenomenology and Sciences of the Person), di cui è espressione aperta il Phenomenologylab. Dal 2011 è chief editor di Phenomenology and Mind, la rivista online di PERSONA.
È nella redazione del Philosophisches Jahrbuch der Görres-Gesellschaft; membro del comitato scientifico della collana filosofica "Etica e filosofia della persona" dell'editore FrancoAngeli (Milano); collabora con le riviste Fenomenologia e società, Comprendre, aut-aut, Revue de Théologie et de Philosophie e con i quotidiani Il Sole 24 Ore, Il manifesto, e Il Fatto Quotidiano.
È membro del Consiglio di Presidenza di Libertà e Giustizia.
Sue lezioni sono state registrate alla Fondazione collegio San Carlo di Modena (2000) e all'University of Illinois (2001). Ha partecipato al Festival Filosofia di Modena (dal 2003; nel 2008 con la lezione magistrale L'artista smarrito), al Festival della Mente di Sarzana (nel 2009 con l'intervento Libertà del volere: un'illusione antica?), al Festival della Scienza di Genova (2011) e al Festivaletteratura di Mantova.
Nel 2012 ha ricevuto il Premio Art. 3 "per il suo quotidiano impegno di testimone attivo ed autorevole dei valori civili e morali che spettano, senza compromessi, eccezioni o sospensioni, all'uomo".
Nel 2016 ha espresso posizioni vicine al movimento No Cav schierandosi a favore della tutela delle Alpi Apuane.

## Opere
- Frege, Husserl, Wittgenstein: note sul problema della fondazione, in "Nuova Corrente", 72-73, 1977, pp. 15–46
- Dottrine dell'intelligenza: saggio su Frege e Wittgenstein, introduzione di Michael Dummet, Bari, De Donato, 1982.
- Il problema dell'individuazione: Leibniz, Kant e la logica modale, con Michele Di Francesco, Milano, Unicopli, 1983.
- Il richiamo della persuasione. Lettere a Carlo Michelstaedter, Genova, Marietti, 1988.
- Agostino d'Ippona, Confessioni, trad. di R. De Monticelli, Milano, Garzanti, 1989.
- Ludwig Wittgenstein, Osservazioni sulla filosofia della psicologia, trad. di R. De Monticelli, Milano, Adelphi, 1990.
- Gotthold Ephraim Lessing, Nathan il saggio, trad. di R. De Monticelli, Marietti, 1991.
- Le preghiere di Ariele, postfazione di Abramo Levi, Garzanti, 1992.
- La poesia è preghiera?, in La preghiera di chi non crede, Milano, Mondadori, 1994, pp. 47–80
- L'ascesi filosofica. Studi sul temperamento platonico, Milano, Feltrinelli, 1995.
- Ontologia. Un dialogo fra il filosofo linguistico, il naturalista e il fenomenologo, in Sergio Cremaschi (a cura di), Filosofia analitica e filosofia continentale, Firenze, La nuova Italia, 1997, pp. 127–55
- La conoscenza personale. Introduzione alla fenomenologia, Milano, Guerini, 1998, 2003.
- Il continente sommerso, in Bruno Callieri e Mauro Maldonato (a cura di), Ciò che non so dire a parole. Fenomenologia dell'incontro, Napoli, Guida, 1998.
- La persona: apparenza e realtà. Testi fenomenologici, 1911-1933, Milano, Raffaello Cortina, 2000.
- Dal vivo. Lettere a mio figlio sulla vita e sulla felicità, Milano, Rizzoli, 2001.
- L'ordine del cuore. Etica e teoria del sentire, Milano: Garzanti, 2003, 2008, 2012.
- Jeanne Hersch, la Dame aux paradoxes. Testi scelti, Lausanne, Éditions L'Âge d'Homme, 2003.
- L'allegria della mente. Dialogando con Agostino, Milano, Bruno Mondadori, 2004.
- Jeanne Hersch. Il dibattito su Heidegger e la posta in gioco, in Roberta Ascarelli (a cura di), Oltre la persecuzione: donne, ebraismo, memoria, Roma, Carocci, 2004.
- I gesti del pensiero. Prospettive su Jeanne Hersch, in Paola Ricci Sindoni (a cura di), La sentinella di Seir. Intellettuali nel Novecento, Roma, Studium, 2004.
- Esercizi di pensiero per apprendisti filosofi, Torino, Bollati Boringhieri, 2006.
- Nulla appare invano. Pause di filosofia, Milano, Baldini Castoldi Dalai, 2006.
- Sullo spirito e l'ideologia: lettera ai cristiani, Baldini Castoldi Dalai, 2007.
- Ontologia del nuovo. La rivoluzione fenomenologica e la sua attualità, con Carlo Conni, Bruno Mondadori, 2008.
- La novità di ognuno. Persona e libertà, Garzanti, Milano, 2009, 2012.
- Apprendere e chiedere perché, colloquio con Marco Ubbiali, in Per un'ascesa al senso dell'educare. Vie per la pedagogia attraverso la vita e l'opera di Edith Stein, Roma, Aracne, 2010.
- Roberta De Monticelli incontra Agostino (Le interviste immaginarie), Milano, Bompiani, 2010.
- La questione morale, Milano, Raffaello Cortina, 2010
- Dal vivo. Meditazioni e versi sotto le stelle, Milano, Dalai, 2011.
- La questione civile, Milano, Raffaello Cortina, 2011
- Roberta De Monticelli racconta Agostino, Tommaso e la filosofia medievale, Roma, Gruppo editoriale L'Espresso, 2011.
- L'ordine del cuore. Etica e teoria del sentire, Milano, Garzanti, 2012.
- Sull'idea di rinnovamento, Milano, Raffaello Cortina, 2013.
- Al di qua del bene e del male. Per una teoria dei valori, Torino, Einaudi, 2015.
- Il dono dei vincoli. Per leggere Husserl, Milano, Garzanti, 2018.
- Umanità violata. La Palestina e l'inferno della ragione, Roma, Laterza, 2024.